# Ашоттхалом
Ашоттхалом (венг. Ásotthalom) — населённый пункт в Чонград-Чанаде, в Южном Альфёльде. Расположен в южной части Венгрии, недалеко от границы с Сербией.

## География
Площадь населенного пункта — 122,54 км2 (47 кв. миль), население — 3 856 человек (2017).

## Политика
Местный мэр Ласло Тороцкаи был вице-президентом правой националистической партии Йоббик, но был исключен, а после исключения создал новую партию «Наша Родина».

## Население
| Год  | Численность | Численность |
| ---- | ----------- | ----------- |
| 2013 | 3841        | [ 6 ]       |
| 2014 | 3855        | [ 7 ]       |
| 2017 | 3856        | [ 8 ]       |
| 2021 | 3749        | [ 9 ]       |
| 2022 | 3634        | [ 10 ]      |
| 2023 | 3649        | [ 11 ]      |
| 2024 | 3682        | [ 1 ]       |

## Города-побратимы
- Bački Vinogradi[вд], Сербия
- Кашин (Румыния)[вд], Румыния